# Hiva Oa

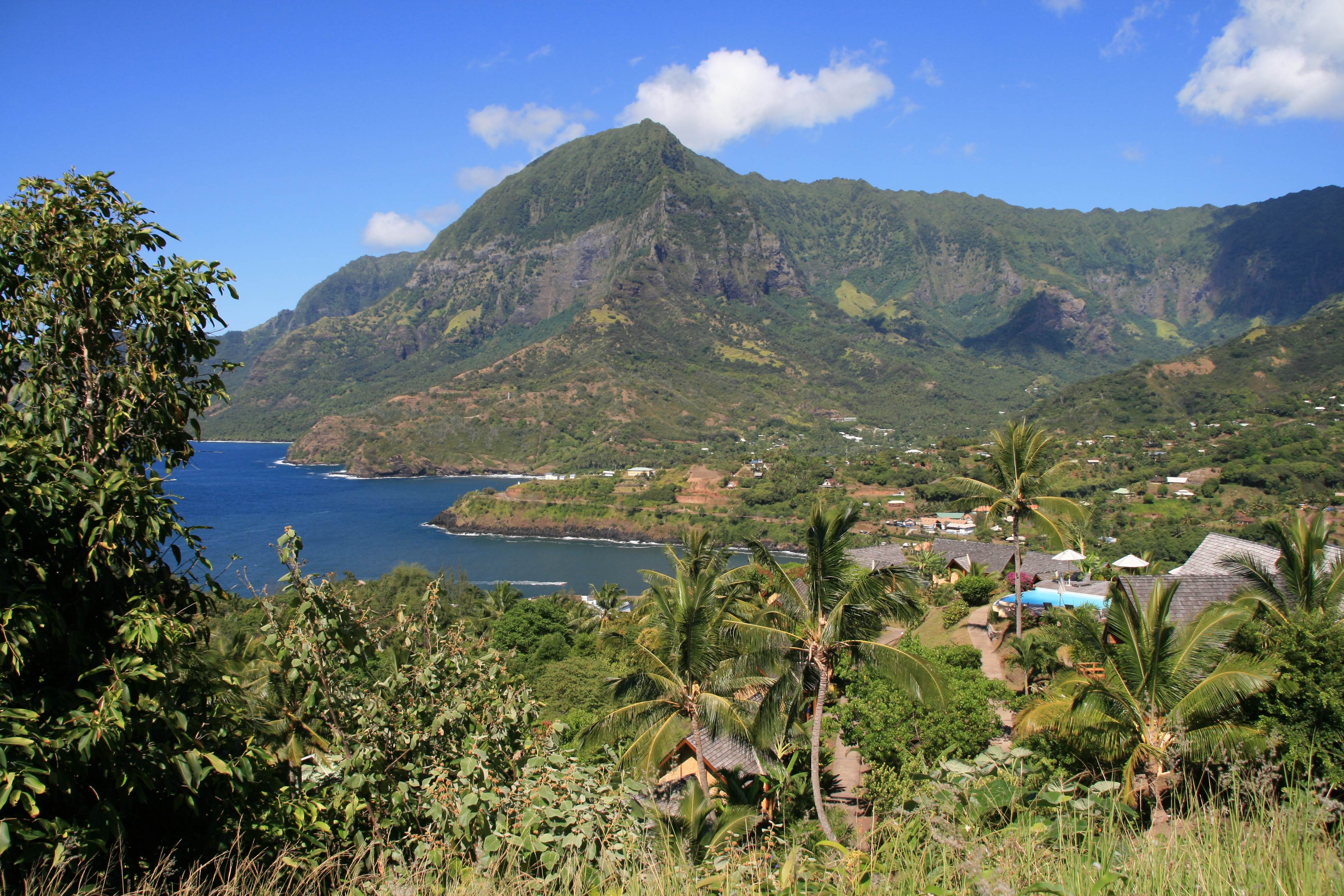
Miasto Atuona

Hiva Oa (także Hiva ʻOa) – wyspa w Polinezji Francuskiej, w archipelagu Markizów. Jej powierzchnia wynosi 316 km². Największym miastem jest Atuona (1,7 tys. mieszkańców). Znajduje się tam muzeum imienia zmarłego na wyspie francuskiego malarza Paula Gauguina. Najwyższym szczytem jest Temetiu (1213 m n.p.m.)